# Minysicya caudimaculata
A Minysicya caudimaculata a csontos halak (Osteichthyes) főosztályának a sugarasúszójú halak (Actinopterygii) osztályába, ezen belül a sügéralakúak (Perciformes) rendjébe, a gébfélék (Gobiidae) családjába és a Gobiinae alcsaládjába tartozó faj.
Nemének egyetlen faja.

## Előfordulása
A Minysicya caudimaculata az Indiai- és a Csendes-óceánokban fordul elő. A következő országok partmenti vizeiben található meg: Ausztrália, Francia Polinézia, Japán és Tuamotu-szigetek.

## Megjelenése
Ez a gébféle általában 1,3 centiméter hosszú, azonban egy-egy nőstény 1,5 centiméteresre is megnőhet. 26 csigolyája van. Hátúszóján 6-7 tüske látható. Egy hosszanti sorban 22-24 pikkelye van. A pikkelyek, csak a mellúszók tövéig húzódnak, a fejen hiányzanak. Hasúszói tapadókoronggá forrtak össze. Nincsenek szemfogai. Majdnem áttetsző testén 6 vörös sáv húzódik. Farokúszója tövén kis, fekete pettyek láthatók.

## Életmódja
Szubtrópusi és tengeri hal, amely 3-38 méteres mélységekben, a korallszirtek melletti Halimeda-, Caulerpa vagy tengerifű (Zostera) mezőket választotta élőhelyül.